# Eva Ranaweera
 (novembre 2020).
 (novembre 2020).
Eva Ranaweera, née en 1924 et morte le 9 février 2010, est une écrivaine sri-lankaise prolifique qui, dans son travail littéraire, a mis en lumière de manière créative les idéaux féministes qu'elle nourrissait. Son roman le plus célèbre, Sedona, publié en 1973, est une tentative de voir les femmes à travers un esprit radical et met en valeur les attitudes chauvines masculines discriminatoires à l'égard des femmes qui existaient dans une société agricole rurale. Elle publie son premier roman, Laisa, en 1967.

## Jeunesse
Eva Ranaweera est née dans une famille riche et bien connectée, à la fin du colonialisme britannique au Sri Lanka.
Bien que par la suite elle soit devenue une éminente littératie en cinghalais, sa première langue était l'anglais. Le peu de  cinghalais qu'elle utilisait à la maison était limité uniquement aux domestiques. Ses parents et presque tous les parents et amis parlaient exclusivement anglais. La famille était étroitement liée aux principales personnalités politiques de l'époque et parmi les visiteurs réguliers de la famille se trouvaient D.S. Senanayake, premier Premier ministre du Sri Lanka (alors Ceylan) et Fredrick Richard Senanayake (en) qui est un politicien et un activiste indépendantiste. 
Pour paraphraser le statut social privilégié d'Eva Ranaweera, il suffira de dire que le relais de l'administration coloniale a été passé aux grands-parents d'Eva.

## Débuts dans la vie
Ayant étudié l'anglais, le cinghalais et l'histoire au sein de l'université Holy Cross College à Gampaha pour obtenir son diplôme en 1949, elle commence sa carrière au Département des langues officielles. 
De 1949 à 1953, Eva Ranaweera avait été étudiante à l'Université de Colombo où elle lisait l'anglais, le cinghalais et l'histoire pour son diplôme. Cependant, le tournant de sa vie littéraire a été qu'elle a rejoint le rédacteur en chef de Lankadeepa après sa rencontre avec le rédacteur en chef de Lankadeepa, D.B. Dhanapala. Bien qu'elle ait étudié le cinghalais à l'Université, bien qu'en anglais, elle ne possédait pas, au moins, une connaissance pratique du cinghalais au moment où elle a rejoint l'éditorial de Lankadeepa. Cependant, Eva a appris son cinghalais en parlant avec des dactylos et ses collègues de l'éditorial de Lankadeepa.

## Carrière dans le journalisme
Elle s'est essayée à l'écriture en rejoignant le journal Lakadeepa. Elle a été rédactrice fondatrice de Vanitha Viththi (en), un hebdomadaire féminin dont elle a occupé le poste avec succès pendant 10 années consécutives. Mora Kele et Atharamaga sont des recueils de nouvelles écrites par elle. Elle a été rédactrice fondatrice du magazine Kantha Handa et a également édité la version anglaise Voice of Women.

## Carrière littéraire
Elle est l'auteur de plusieurs livres dont Sedona, Morakelle, Aththaka Mal Parava Giya, Ping Gona, Lovi Gahe Pilila, Ihata Vahala Nil Ahasa, Samanala Uyana et Maha Andakareya. Ses livres When we return with you et With Maya ont reçu le prix des meilleures anthologies de poésie anglaise en 1993 et en 1998 respectivement.
Ses œuvres cingalaises comprennent six drames, à savoir Attakamal Paravagiya, Pin Gona (Trois drames), Lovi Gahe Pilila, Ehata Vahala Nil Ahasai, Samanala Uyana et Maha Andakaraya (cinq drames).
Eva a également publié deux anthologies de nouvelles; Mora Kele et Atara Maga. Elle a écrit son premier roman en 1967 intitulé Laisa. Le roman est tissé autour de la jeune fille du village Laisa qui est une victime dans une société dominée par les hommes. Une caractéristique importante de sa production littéraire était qu'elle avait utilisé un langage parlé cinghalais familier qu'elle avait appuyé de ses collègues de l'éditorial Lankadeepa. Elle a également utilisé la technique littéraire Stream of Consciousness dans la fiction cinghalaise, bien qu'elle ait été introduite par le Dr Siri Gunasinghe dans son roman Sevenella (The Shadow). Cela peut être attribué à l'influence globale du travail de James Joyce sur sa carrière littéraire. Elle avait reconnu dans une interview à un journal cinghalais qu'aucun autre auteur ne l'avait influencée que James Joyce.
Examinant son grand canon de productions littéraires qui se sont étalées sur des décennies, le roman le plus célèbre et le plus recherché d'Eva Ranaweera est Sedona qui, sans aucun doute, est son magnum opus. Eva Ranaweera a écrit Sedona en 1973. Le roman dépeint de manière grotesque la vie de Sedona, le personnage principal du roman d'une jeune fille de village appauvrie à une vieille femme soumise à des exploitations dans un hameau rural agraire au Sri Lanka.
À travers le personnage de Sedona, l'écrivain expose la dure réalité du village et une organisation socio-économique exclusivement basée sur l'agriculture qui consomme pratiquement des milliers de vies de segments pauvres de la population du village. Bien que Sedona semble être une narration sympathique de la vie malheureuse d'une jeune fille du village qui a été victime des circonstances, dans une plaine différente, l'auteur lit la vie avec une profonde perspicacité dans la psyché des villageois pauvres. Le roman, entre autres, marqué pour son style narratif est imbibé d'idiome parlé familier cinghalais. Entre autres, elle a prouvé qu'il est possible pour un écrivain de représenter de manière réaliste une couche sociale à laquelle il n'appartient pas. Dans le même temps, les productions littéraires d'Eva Ranaweera constituent des leçons d'objet pour les écrivains sri-lankais en cinghalais et en anglais en suscitant une structure narrative perspicace mais extrêmement idiomatique à partir de l'idiome parlé cinghalais familier qui a maintenant été exploité pour vanter des créations littéraires inquiétantes à la limite de l'obscénité. et la saleté comme chefs-d'œuvre de la littérature. Sedona a été traduit en anglaiset une série télévisée à succès en a été extraite.

## Œuvres
- Mora Kele
- Atharamaga
- Sedona, 1973, 112 pages.
- Laisa
- With Maya, 1er janvier 1997, 82 pages, E. Ranaweera
- Samanala Uyana, 1er janvier 1993, 64 pages,
- What will you do do do Clara what will you do?, 1er janvier 1994, 74 pages.

## Reconnaissance
Elle est nommée à 3 reprises pour le prix Gratiaen. 